# Brachymeles talinis
Espèce
Synonymes
- Brachymeles schadenbergi talinis Brown, 1956

Statut de conservation UICN

 LC  : Préoccupation mineure
Brachymeles talinis est une espèce de sauriens de la famille des Scincidae.

## Répartition
Cette espèce est endémique des Philippines. Elle se rencontre sur les îles de Negros, de Panay, de Sibuyan, de Tablas, d'Inampulugan, de Boracay, de Calagnan, de Caluya, de Sicogon, de Masbate, de Camiguin Norte et de Luçon.

## Publication originale
- Brown, 1956 : A revision of the genus Brachymeles (Scincidae), with descriptions of new species and subspecies. Breviora, vol. 54, p. 1-19 (texte intégral).